# Prozessgeschichte
Die Prozessgeschichte ist ein Teil des Urteilstextes. Im Zivilprozess gehört sie zum Tatbestand des Urteils, im Strafprozess ist sie – wenn notwendig – Teil der Gründe. Die Prozessgeschichte enthält die zum Verständnis des Urteils notwendigen Informationen über den vorhergehenden Verfahrensverlauf. Die Prozessgeschichte wird üblicherweise im Perfekt verfasst.